# Dunton (Buckinghamshire)
Pour les articles homonymes, voir Dunton.
Dunton est une paroisse civile et un village du Buckinghamshire, en Angleterre.